# アポロとヒュアキントゥス
『アポロとヒュアキントゥス』 (Apollo et Hyacinthus) K. 38は、ヴォルフガング・アマデウス・モーツァルトが1767年に作曲した3幕のラテン語詩劇である。モーツァルトにとって「第一戒律の責務」に続く2番目の舞台作品である。心理的レチタティーヴォに番号付きのアリアや合唱が続く形式で、実質的にはオペラ・セリアとみなすことができる。

## 概要
この詩劇は、当時ザルツブルク大学の教員であったルフィニス・ヴィドル（Rufinus Widl）がオウィディウスの『変身物語』を基に書いたラテン語劇「アポローンとヒュアキントゥス」に当時11歳であったモーツァルトが作曲し1767年5月13日にザルツブルク大学のが学生によって初演された。原作は少年愛の要素が強いが、ヴィドルはアポローンのヒュアキントスへの愛をヒュアキントゥスの妹であるメリアに置き換えたことで、当時の（同性愛を犯罪視する）社会の顰蹙を買うことは免れた。しかし当時ザルツブルク大学に女子はいなかったので、メリアもボーイソプラノが唄った。
なお、この作品のほかにリブレットがラテン語であるオペラにイーゴリ・ストラヴィンスキーの『エディプス王』がある。

## リブレット
ルフィヌス・ヴィドル「アポローンとヒュアキントゥス」（原作：オウィディウス「変身物語」）

## 配役
- オエバルス（テノール） - スパルタ王
- メリア（ソプラノ） - オエバルスの娘
- ヒュアキントゥス（ソプラノ） - オエバルスの息子
- アポロ（アルト）
- ゼピュルス（アルト） - ヒュアキントゥスの友人
- アポロの第1司祭 (バス）
- アポロの第2司祭（バス）

## あらすじ

### 第1幕
スパルタ王オエバルスとその息子ヒュアキントゥスが、来客のアポロを迎えるためにいけにえを捧げる。しかしゼピュルスはそれを無駄と中傷する。アポロは怒り、いけにえの台を雷撃で打ち壊す。そして、ヒュアキントゥスへの愛を歌い、ゼピュルスは友を奪われた嫉妬に燃える。

### 第2幕
オエバルスのもとにゼピュルスがやってきて「ヒュアキントスが円盤の打撃で致命傷を負っている」と伝え、その犯人が「アポロ」であると言う。オエバルスは震え上がる。そしてゼピュルスはメリアに婚約を迫る。アポロが現れてゼピュルスを非難するも、メリアには信じられずアポロを激しく呪詛する。

### 第3幕
瀕死のヒュアキントゥスは、到着したオエバルスに自分を害した犯人がゼピュルスであることを告げて、死に絶える。オエバルスはゼピュルスに騙されていたことに激しく憤る。メリアもそうとは知らずアポロをののしったことに恐れを抱く。ヒュアキントゥスの亡骸の前にアポロが現れて、ヒュアキントゥスの愛が高ぶることを告げる。するとヒュアキントゥスは花に生まれ変わる。この奇跡にメリアは神霊を讃え、アポロはメリアを許し、オエバルス王の許しを得て結ばれる。